# Cardioglossa escalerae
Cardioglossa escalerae är en groddjursart som beskrevs av George Albert Boulenger 1903. Cardioglossa escalerae ingår i släktet Cardioglossa och familjen Arthroleptidae. IUCN kategoriserar arten globalt som livskraftig. Inga underarter finns listade.